# Collège Saint-Augustin de Bitche
Le Collège Saint-Augustin, Séminaire Épiscopal se situe dans la commune française de Bitche et le département de la Moselle. Il s'agit d'un établissement d'enseignement et de formation relevant directement de Mgr l'Évêque de Metz, qui en définit la spécificité. Le collège Saint-Augustin a été sous contrat avec l'État de 1969 à 2012, ayant statut cultuel public. Le Collège a été fermé le 31 août 2012 à cause de coûts de structure et de rénovation trop élevés. Les locaux ont depuis été rachetés par la société Thetys 1,1 million d’euros.

## Collège intra-muros
L'actuel collège Saint-Augustin trouve son origine plus de deux siècles et demi en amont, dans un établissement intra muros, situé à l'intérieur de la ville de Bitche.

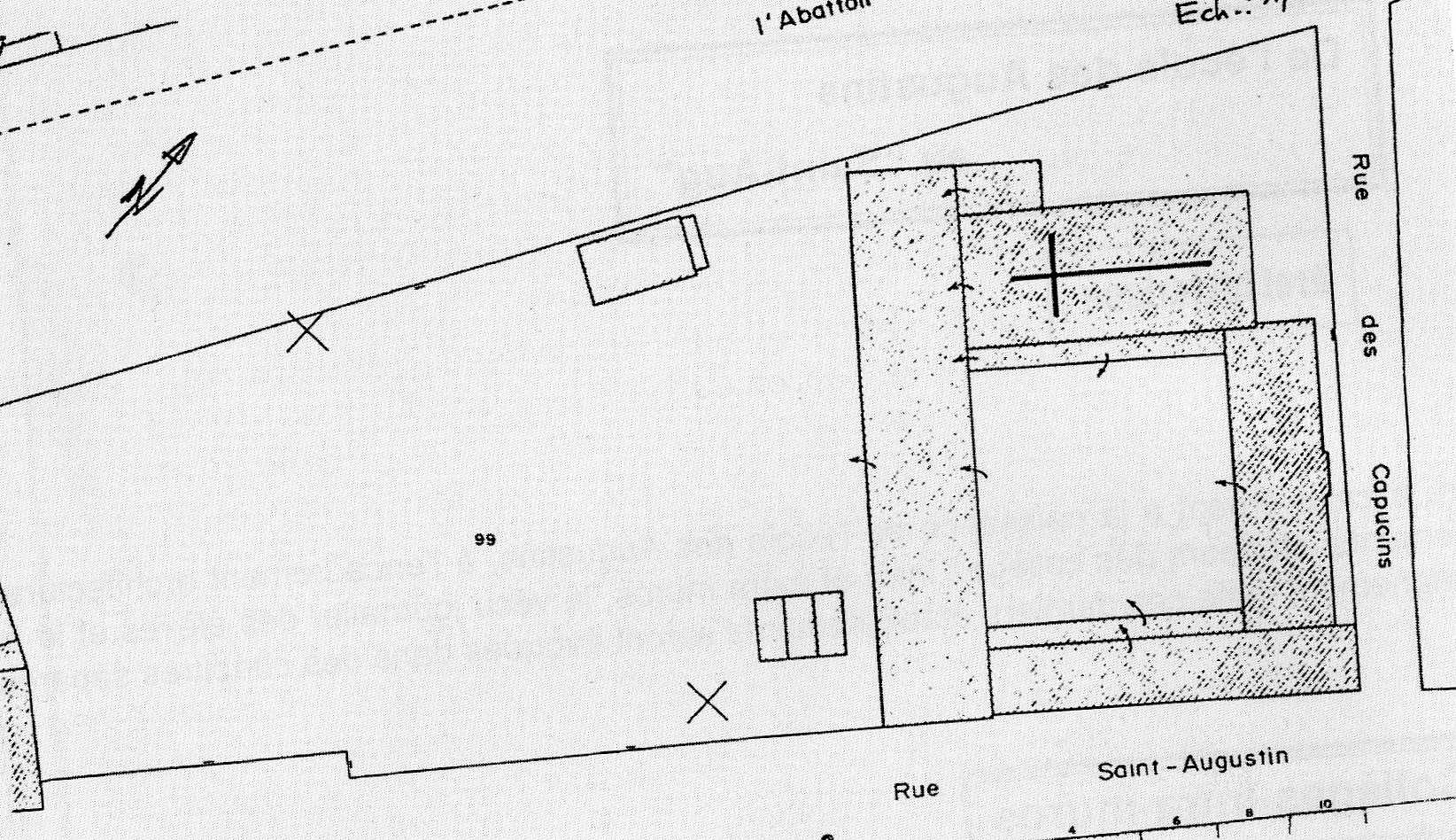
Relevé cadastral de la ville de Bitche

Au XVIIIe siècle, Bitche n'est qu'un bourg de cent-cinquante feux. Au plan de la vie ecclésiastique, Schorbach est le siège de l'église-mère et administre les paroisses de Bitche, Hanviller, Haspelschiedt, Lengelsheim, Reyersviller, Mouterhouse et les autres hameaux et lieux-dits des alentours. Bitche n'a pas de prêtre desservant. Ce sont des Pères Capucins, établis en ville depuis 1627, qui interviennent efficacement dans l'administration religieuse de la paroisse. Faute d'effectifs, ils sont contraints de quitter la ville en 1722, mettant leur ancienne résidence à la disposition du duc de Lorraine, Léopold Ier. Le 6 février 1724, une ordonnance signée de la main royale octroie l'ancien couvent des Capucins aux Augustins.
Le 5 avril de la même année, débarquent à Bitche les Pères Augustins Jean Will, Émilien Keller et le frère Liberatus Freisich, délégués pour prendre possession de l'ancienne résidence des Capucins. Le 10 mars 1727, le Père prieur, Jean Will, pose la première pierre d'une chapelle. Deux ans plus tard, il entreprend la construction d'un couvent à partir de l'aile jouxtant la partie sud-ouest du jardin et c'est ce couvent qui abritera pendant deux siècles le futur collège Saint-Augustin. Prieuré et classes monacales prévus pour accueillir entre quinze et dix-huit religieux, sont complétés par deux chambres supplémentaires à l'usage de salles de classe.

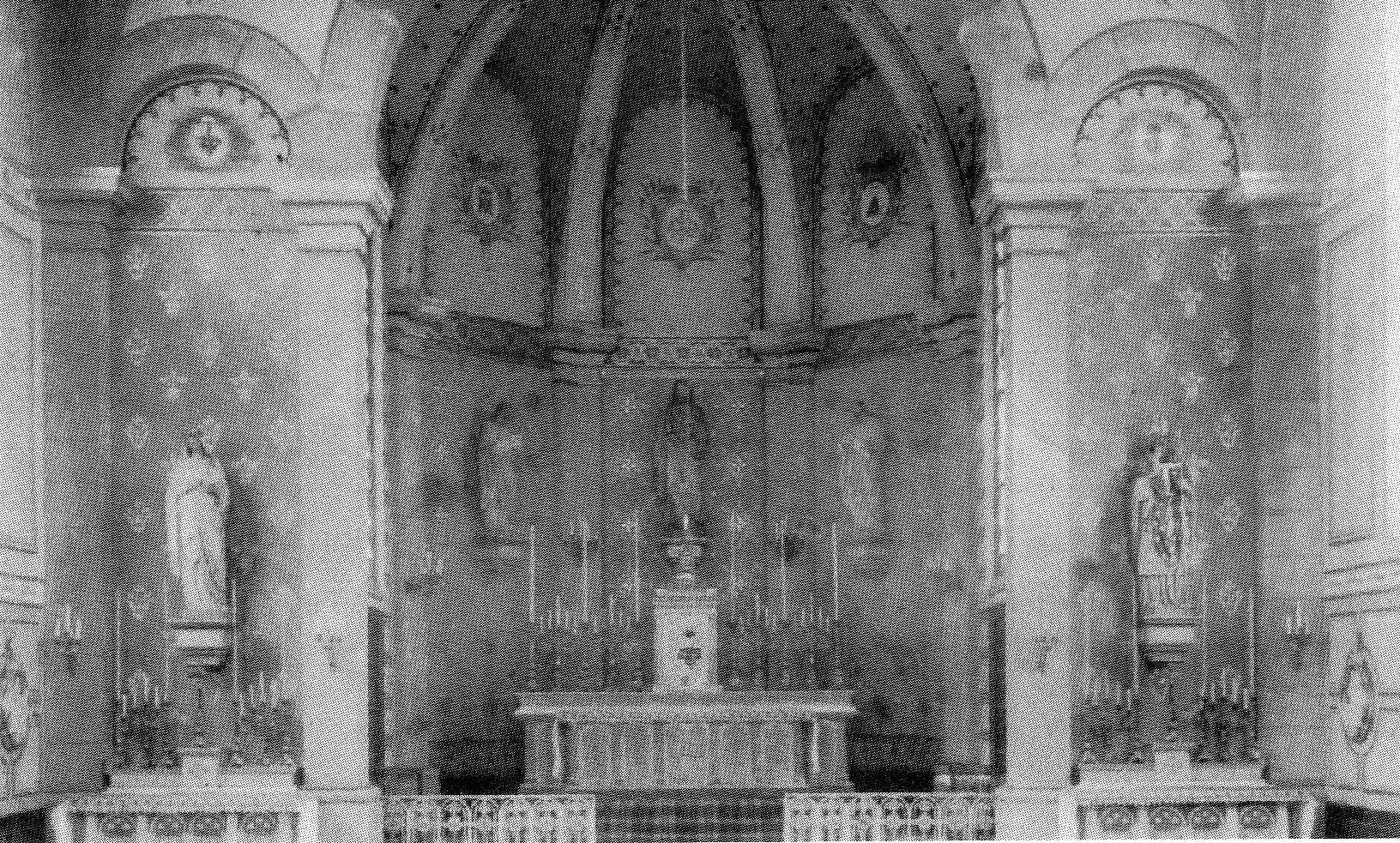
La chapelle de l'ancien collège

Dès 1731, les Pères créent une école monacale dans laquelle sont enseignées la rhétorique, la poésie, la syntaxe, les sciences mathématiques. À Bitche, l'ouverture d'une école répond à un besoin impérieux. À cette époque, la ville compte quelque 1 500 habitants et est le siège d'un important état-major de forteresse, fort de dix officiers, auxquels s'ajoutent des officiers de la garnison de la ville. Tout ce monde s'évertue à faire bénéficier sa progéniture d'une solide instruction dispensée sur place, les établissements de Sarre-Union et de Sarreguemines étant jugés trop éloignés. Pour dépanner, la ville nomme le Bitchois Fennard professeur de latin, à condition d'instruire les enfants à son domicile. La première école supérieure de Bitche était née. Par la suite, Fennard accepte le poste de régent de l'école communale de la ville, mettant ainsi fin à l'existence d'une école supérieure. Les Augustins prennent la relève. La fréquentation est bonne et à la veille de la Révolution, l'établissement compte une centaine d'élèves.
À l'avènement de la Révolution française et en exécution du décret du 13 février 1790, l'école ferme ses portes. Tous les Pères sont limogés, à l'exception du frère Zimmer, qui prête le serment constitutionnel. Le couvent est fermé le 17 juin 1791 et déclaré bien national. L'absence d'enseignement soulève une vague de protestations. Sous la pression de la population, le maire et le conseil municipal demandent au préfet l'ouverture d'une école secondaire dans les locaux du couvent abandonné. Le Gouvernement y consent et, le 19 brumaire an XII (11 novembre 1803), publie un décret autorisant les Augustins à ouvrir une école dans l'ancien couvent des Capucins que trente élèves peuvent fréquenter. Ils ne sont pourtant pas assez nombreux pour poursuivre l'exploitation de l'établissement. Trois ans après son ouverture, le 2 mai 1806, le conseil municipal décide la suspension des activités de l'école secondaire pour céder la place à une école primaire.

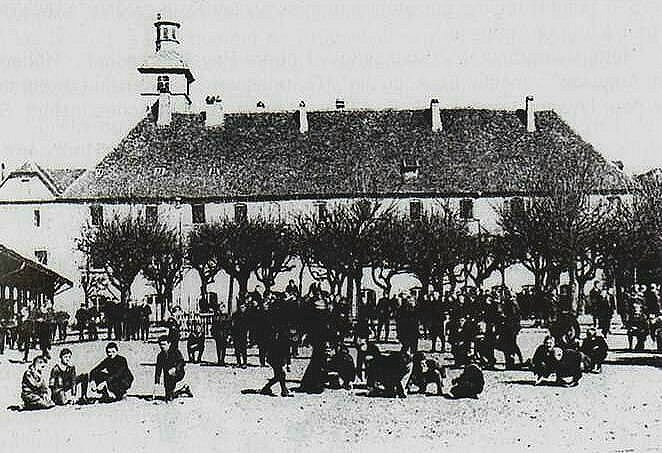
La cour des internes

Pour ne pas aliéner les faveurs de Napoléon, le maire Fallciola fait bénir, le 9 juin 1811, une cloche destinée à l'église des Augustins et dédiée au Roi de Rome, fils de l'empereur. Une ordonnance royale du 5 octobre 1814 accorde à nouveau aux évêques le droit de fonder une école secondaire, en plus du séminaire et la ville de Bitche est donc habilitée à ouvrir une de ces écoles.
À partir de l'année scolaire 1818, l'abbé Nicolas Cordier assure la direction de cet embryon d'école, installée dans les locaux de l'ancienne mairie et à son départ, le 29 septembre 1826, il est remplacé par l'abbé Desquilbet. Le 4 janvier 1825, le maire Meschini propose à l'évêque de Metz, Mgr Besson, la prise en charge de l'ancienne école des Augustins. Sur l'insistance de la municipalité et en considération des services que ce collège pourrait lui rendre à l'avenir sur le plan du ministère pastoral par la diversification de l'instruction en langue allemande et française, l'évêque demande au ministre de l'Instruction publique l'autorisation d'ouvrir des cours à Bitche et elle lui est accordée. Après accord, le conseil municipal transmet le dossier aux autorités rectorales de Nancy qui l'approuvent. La construction qui doit servir d'école est massive, certes, mais la disposition intérieure est mal adaptée aux exigences et les locaux sont exigus. De plus, elle est vétuste, ce que décèlent des vestiges séculaires.
L'évêque nomme supérieur du collège l'abbé Hardy, personnalité remarquable et travailleur infatigable. Aussitôt, ce dernier prend toutes les dispositions pour que la rentrée puisse se faire dès le 1er novembre 1827. Le collège Saint-Augustin est né définitivement et aussitôt, ouvre ses portes à soixante élèves.

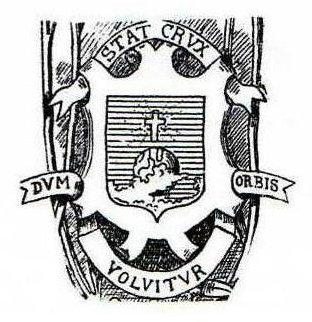
Ancienne devise du collège

En 1870 éclate la guerre franco-allemande et le 19 juillet, fin de l'année scolaire, tous les élèves sont renvoyés dans leurs familles. Le collège ferme provisoirement ses portes tandis que les hostilités causent des ravages. En ville, quelque trois cents maisons sont sérieusement touchées par les bombardements incessants. Le collège est préservé par le drapeau blanc flottant sur le toit. Le Supérieur, assisté de l'abbé Guérin, y soignent les blessés. Le 19 avril 1871 débute la nouvelle année scolaire du désormais Bischöfliches Institut St. Augustin, qui se terminera le 5 septembre 1871.
Stat Crux dum volvitur (la Croix demeure inébranlable pendant que le monde tourne) devient la devise officielle du collège et l'abbé Lamberton prend la relève à compter du 1er septembre 1884. Fils d'un chef de chantier de la citadelle, il met ses talents innés de constructeur au service du collège qui éclate dans ses murs d'origine. En 1888, il acquiert la maison Staub, l'ancienne maison Conrad, située au-delà de la rue qui longe le collège et y installe les Sœurs et l'infirmerie. L'année suivante, il fait creuser un souterrain, encore praticable aujourd'hui, reliant l'ancien collège au nouveau bâtiment. De 1889 à 1891, après avoir démoli les masures en face de la porte principale, il construit vis-à-vis de l'entrée de la chapelle, un bâtiment réservé à la cuisine et aux réfectoires. Il arrange une salle des fêtes au 1er étage. Pour résoudre les problèmes de plus en plus fréquents de place et de vétusté, le Supérieur organise à cette époque plusieurs permutations au sein de l'établissement et bien malin qui pourrait retracer fidèlement les remaniements intérieurs subis au cours des années d'existence.

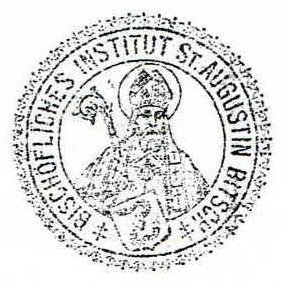
Ancien cachet du collège

L'hygiène reste l'une des préoccupations essentielles. Jusqu'à présent, les élèves font leurs ablutions aux lavoirs mais elles ne sont pas autorisées en deçà de la ceinture, sous peine de sanction. Il n'y a pas de douches et pour les deux-cent-cinquante personnes de la maison, une seule petite chambre de bains à une seule baignoire, est prévue pour ceux qui désirent prendre un bain. Conscient de ces inconvénients, l'abbé Lamberton fait aménager à l'étang de Hasselfurth, non loin du collège et lieu prédestiné pour les promenades des semaines d'été, un ponton faisant usage de cabines pour les baigneurs. En été, certains élèves y ont accès pour un espace de temps limité, classe après classe. C'est dans cet espace sanitaire que se noie le 26 juin 1929, l'abbé Brustlé, économe du collège. Les nombreux remaniements, réalisés en accord avec Mgr Fleck, évêque de Metz, lui-même ancien élève du collège, débouchent sur une amélioration toute relative de la vie de tous les jours, sans éradiquer les vraies causes du mal : exigüité, insalubrité naissante, irrationalité et instabilité, dont les exemples foisonnent.
Écrasée par la lourde charpente du toit, une des façades développe un fléchissement inquiétant et pour parer ce danger, il faut échafauder à l'intérieur du collège un système de poutres en fer afin de soulager le poids. La conciergerie est dans un état misérable et sert tour à tour d'atelier, de salle à manger, de chambre à coucher et, au besoin, même d'infirmerie. L'eau de pluie s'infiltre dans le tunnel reliant les deux bâtisses du collège. Dans les quatre salles d'étude, faute de soleil, la lumière doit rester allumée en plein jour et les maîtres occupent pour la plupart des cellules étriquées, donnant sur un couloir obscur. Le collège ne résiste donc pas à l'érosion du temps, mais essaie d'y faire face.
Le 16 novembre 1912, un séisme ébranla la région de Bitche. La terre qui tremble provoque des sueurs au Supérieur Lamberton, mais la structure tient ferme et le séisme ne cause pas de dégâts. En 1899, à la mort de Mgr Fleck, Mgr Karst, vicaire capitulaire, signe avec la ville de Bitche, toujours propriétaire légale de l'établissement, un bail de quatre-vingt-dix-neuf ans. Deux évêques, Mgr Fleck et Mgr Schang, ainsi que 800 prêtres et religieux environ sont issus du collège.

## Collège extra-muros

### Construction

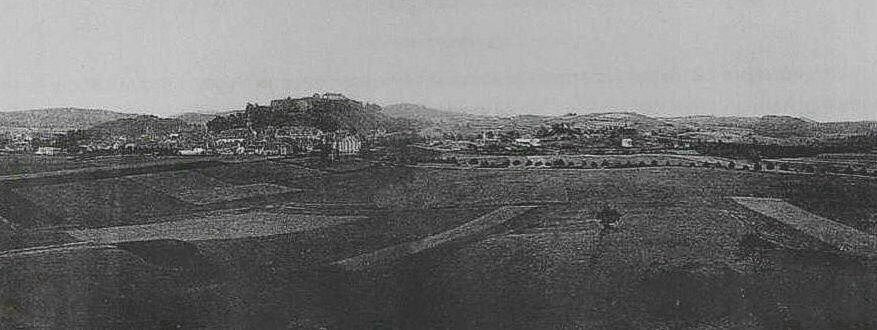
Vue du nouveau terrain

Le délabrement de l'ancien collège étant irréversible, l'idée de la construction d'un nouvel établissement scolaire se dissémine insensiblement au sein du corps professoral, y compris chez le Supérieur. Mgr Benzler, évêque de Metz depuis septembre 1901, et ancien abbé de l´abbaye romane de Maria Laach , modèle de l´architecture du nouveau collège. Après bien des hésitations, Mgr Benzler donne son consentement et en 1903, charge le Supérieur Lamberton de l'achat d'un terrain de 14 hectares situé en bordure de la route de Lemberg, à cinq cents mètres de la ville. Il est parcouru de parties abruptes, riches en pierres à bâtir. En été 1914, la construction est sur le point de démarrer et une entreprise extrait déjà de la pierre dans la carrière ouverte à l'extrémité sud du terrain. Mais survient la guerre et le projet est abandonné et remis sine die. Après la guerre, en 1924, les architectes G. Tribout, architecte lorrain demeurant à Paris, Drilien et Beau élaborent un nouveau projet qui reçoit l'agrément des décideurs.
Le 5 avril 1924, Mgr Pelt, écrit à l'abbé Fourer : De toute mon âme j'appelle la venue prochaine du jour où les ressources seront suffisantes pour entreprendre la réalisation de cette grande œuvre. Le coût de l'immeuble est estimé à 13 500 000 francs (d'avant guerre). Suivant le désir que vous m'avez exprimé, j'ai constitué un Comité Diocésain, chargé de stimuler et de coordonner toutes les bonnes volontés. Le 17 mai 1925, le prélat décide la construction d'un nouveau collège destiné à favoriser l'éducation chrétienne, les études et l'éveil des vocations sacerdotales. Le 18 janvier 1926, Mgr Pelt, en sa qualité d'administrateur de la mense épiscopale, transfère la propriété du terrain à l'Association Saint-Augustin, fondée le 5 novembre précédent. Désormais, c'est à elle seule qu'incombe la direction des travaux sous la responsabilité de l'abbé Fourer, directeur de l'association. Avant la mise en chantier, l'entrepreneur évalue les possibilités de fourniture d'eau nécessaire à la construction. En théorie, cela ne doit pas poser de problème, la Dragonnerbrunnen, sortant de terre sur le domaine, étant suffisamment productrice pour couvrir les besoins de la construction et par la suite, de l'exploitation du collège.
Dans l'ancien collège, les élèves étaient séparés en deux divisions, celle des grands et celle des petits. Une telle répartition devant être maintenue dans le nouveau collège, il est prévu que la nouvelle construction comporte deux bâtiments symétriques, occupés chacun par une division. La façade du bâtiment, longeant en retrait la route de Lemberg, sera réservée aux professeurs. En raison de la déclivité du terrain, le rez-de-chaussée de l'immeuble correspondra au sous-sol du collège et le 1er étage à son rez-de-chaussée. Le sous-sol sera habitable dans sa partie orientée vers Bitche tandis que la chapelle sera le cœur du collège : c'est là que se rendront ses habitants, plusieurs fois par jour. De la façade tournée vers Bitche, elle se désolidarisera de son environnement et introduira dans le paysage un élément décoratif.
Un premier devis en date de février 1927, ne prenant pas en compte les travaux de couverture, dégage une dépense de 3 511 865 francs. Un autre, daté du 24 avril 1929, arrête le coût des travaux de second œuvre à 1 220 472 francs. À ce devis partiel s'ajoutent le prix du gros œuvre ainsi que celui de la fourniture et de la pose des fenêtres et portes. Les premières dépenses sont couvertes par des souscriptions en un temps record. Les travaux de construction démarrent aux premiers jours de printemps 1926 et commencent par l'aile de l'infirmerie, la chapelle Sainte-Thérèse et la grande chapelle. Quand on sait qu'un devis ne traduit dans la plupart des cas qu'une approche approximative du coût réel, il n'est pas étonnant que les soucis financiers affluent rapidement. Malgré tout, les travaux de construction se poursuivent.

### Pose de la première pierre
En prévision de la pose de la première pierre, un drapeau, la bannière du Collège, est confectionné. À l'avers se trouve le buste de saint Augustin sur fond bordeaux, à l'envers les armes du Collège et celles de la ville, brodées sur fond jaune. Il est béni le 27 juillet au matin, l'après-midi étant réservé à la distribution des prix, présidée par Mgr Pelt. Le lendemain, 28 juillet 1926, a lieu la cérémonie de la pose de la première pierre par le Prélat. Vers dix heures, le cortège se forme devant l'ancien Collège, avec en tête les élèves, précédés du porte-drapeau. Dans l'ordre viennent ensuite les professeurs en surplis, huit archiprêtres, douze chanoines, Mgr l'Évêque, en habit de chœur, et suivent enfin les membres de la municipalité et les conseillers généraux, suivis de la foule. Lentement, le cortège s'achemine vers le terrain de construction du nouveau Collège extra muros.

### Inauguration
Le 23 octobre 1930, en même temps que l'inauguration du nouveau collège a lieu la consécration de la chapelle en présence des élèves, rentrés huit jours plus tôt, pour étrenner la nouvelle année scolaire dans des bâtiments flambant neufs. Tôt le matin, dans la crypte, l'Évêque, entouré du clergé, engage les prières préparatoires avant de procéder aux cérémonies religieuses. Par une triple aspersion des murs extérieurs de la chapelle et du pavé, il purifie l'édifice de pierres. Puis, au son des cloches, une procession de reliques fait le tour du sanctuaire. À la fin, elle y pénètre solennellement. Le Prélat procède alors à l'onction du sépulcre, de l'autel et des murs, à l'invocation au Saint-Esprit, à l'adoration de la croix, suivies de la dédicace au Sacré-Coeur de Jésus. La première messe dite dans cette chapelle couronne la cérémonie(site du Bitscherland,infra).

## Aménagements postérieurs

### Statue de la Sainte Vierge
La statue de la Sainte Vierge se situe au milieu de la cour de recréation et séparait le collège et lycée.

### Cimetière
Le cimetière a abrité les tombes de plusieurs professeurs qui exerçaient il y a 50 ans. Il se situait à la droite du collège, en face du terrain derrière le gymnase. Les cinq dépouilles qui reposaient depuis longtemps derrière le collège Saint-Augustin, à Bitche, ont été transférées le 31 mars 2014 au cimetière communal.

### Chapelle
La chapelle longtemps équipée d´un harmonium pour accompagner les chants liturgiques , fut embellie par un orgue construit par un ancien élève, Bernard Aubertin (facteur d'orgues) , grâce à une souscription. À la suite de la vente du collège, cet orgue a été transféré dans une église extérieure.

### Crypte
La crypte est désormais inutilisée et fermée. Elle servait de salle de tennis de table, désormais déplacée aux étages supérieurs.

### Infirmeries
L'infirmerie pour les premiers soins et "bobos" était située au premier étage côté Collège, à côté de la Salle de Biologie. Les élèves étaient soignés chez un médecin généraliste de la ville et en cas d'urgence l'hôpital de Bitche se situe à 50m de L'école.

### Salle de conférence et d'examen
Côté Collège, une grande salle de spectacles et de cinéma , restaurée vers 1960 à la suite des dégâts de la guerre en 1945, permettait de recevoir les Conférences "Connaissances Du Monde", mais aussi des conférenciers extérieurs (Haroun Tazieff, Sœur Emmanuelle du Caire, notamment). Il y avait parfois des projections de cinéma, et les spectacles de fin d'année des élèves. La salle a été finalement condamnée et les activités transférées dans la nouvelle salle René Cassin en ville, ou une programmation éloquente de l´abbé Robert Ferry et un système efficace d´abonnement assurèrent un succès régional. 
L'ancienne chapelle était divisée en deux parties, la partie arrière a été transformée en salle de conférence et dans un second étage d'examen.

### Réfectoires
Le déjeuner était pris dans trois réfectoires différents. Les entrées étaient situées dans les halls d’entrées respectifs. Le Réfectoire des grands, plus petit, avait son entrée située dans le Hall de la grande chapelle. Le petit-déjeuner tout comme le diner étaient pris par tous les internes dans le réfectoire du lycée.

### Dortoirs
Disposant d'un internat de plusieurs centaines de garcons, répartis en immenses dortoirs collectifs pour les petits  et en chambres de 4 à 2 places pour les grands à la suite des rénovations dues au supérieur PJ Schmitt, le lycée Saint-Augustin, disposait vers la fin d'une centaine de places , .Réservé uniquement aux garcons jusque vers 1990?, le collège accepta des filles .Finalement l'internat fut divisé en quatre parties, une pour les filles et les trois autres pour les élèves de sixième-cinquième, quatrième-troisième et lycée respectivement. Chaque partie disposait d'une vingtaine de chambres de deux à quatre élèves.

### Cour de récréation
La cour de récréation était divisée en deux : un côté collège et un côté lycée.
Mais aussi d'un terrain de foot situé entre les deux côtés.
Ils avaient également à leur disposition dans la cour un panier de basketball.
Les lycéens avaient également un préau en cas de pluie (c'est le seul endroit où les lycéens ont le droit de fumer < avec autorisation écrite des parents pour les élèves à partir de la seconde >)
Les élèves avaient vue sur la forêt et une grande cour à leur disposition.

### Gymnase
Il y avait deux gymnases : un « ancien » et un « nouveau ». L'ancien gymnase côté Lycée, servait pour les activités de gymnastique, et était également utilisé pour le tir à l'arc. Côté Collège, le Nouveau Gymnase (équipé avec des vestiaires et des douches) servait plus pour les sports collectifs. Il bénéficiait de tous les aménagements d'un gymnase normal : gradins, buts de handball et de futsal, paniers pour le basketball, filet de tennis et de badminton. 
Pendant la Kermesse, l'ancien gymnase servait à abriter la brocante, alors que le nouveau abritait l'espace de restauration.

### Centre de documentation et d'information
Le CDI se trouvait côté lycée ; les élèves y avaient accès à des horaires précis où ils peuvent lire, faire des recherches via internet ou tout simplement dans une encyclopédie. Un documentaliste était présent pour aider les élèves dans leur recherche. Le CDI proposait aux élèves des œuvres anciennes comme des œuvres très récentes.
Le CDi augmentait les potentiel des anciennes bibliothèques , dont celle "historique" des professeurs , avec la collection d'insectes de l'abbé.

## Les directeurs
- Chanoine Beauvert ,jusqu´en 1954
- Abbé Paul-Joseph Schmitt, de 1954 à 1958
- Chanoine Paul Minni , de 1958
- Abbé Raymond Poirson avant 1983
- Abbé Gilbert Sprunck de 1983 à 1988
- Abbé Aloyse Schaff, de 1988 à 2001.
- Chantal Augait, de 2001 à 2006.
- M. Philippe Bomo, de 2007 à 2010.
- M. Fabrice Stengel, de 2010 à 2012.

## Le collège aujourd'hui
Le Collège a été fermé le 31 août 2012 à cause de coûts de structure et de rénovation trop élevés. Les locaux ont depuis été rachetés par la société civile immobilière Tethys à capital chinois. 
Un projet de "centre de formation Sino Européen" devait être présenté en janvier 2015. Faute de réunir les capitaux nécessaires, celui-ci se trouve à l'arrêt pour le moment.

## Agressions sexuelles sur des collégiens
Le 2 juin 2025, une enquête d'Ici Lorraine révèle qu'un prêtre enseignant décédé en 2021 a agressé sexuellement plusieurs collégiens, de la fin des années 1960 au début des années 1990, recueillant le témoignage d'une dizaine de victimes. Trois d'entre elles avaient été indemnisées par l'Instance nationale indépendante de reconnaissance et réparation.
Un deuxième volet de l'enquête, publié le 30 juin 2025, annonce que depuis la médiatisation, 23 personnes de plus ont saisi l'inirr. Des collégiens ont été sexuellement agressé par d'autres adultes travaillant dans l'établissement. L'enquête révèle également qu'alertée par des élèves depuis 1979, la direction « a demandé aux victimes de se taire » puis a fait déplacer les encadrants quand les plaintes se sont accumulées. Le diocèse de Metz a appelé les victimes à se faire connaître et leur chiffre pourrait être revu à la hausse.

## Sources
- Le Collège Saint-Augustin de Bitche de 1727 à 1997, Gaston Antoni.